# Slough Silverbacks
Gli Slough Silverbacks sono stati una squadra di football americano di Slough, in Gran Bretagna. Fondati nel 1984 per scissione dagli Woindsor Monarchs, hanno vinto un titolo UKAFA. Hanno chiuso nel 1987.

## Dettaglio stagioni

### Tornei

#### Tornei nazionali

##### Campionato

###### Budweiser League National Division
| Stagione | regular season | regular season | regular season | regular season | regular season | regular season | playoff | playoff | playoff | playoff | playoff | playoff   | playoff    |
|          | Vin            | Par            | Per            | Tot            | PF             | PS             | Vin     | Per     | Tot     | PF      | PS      | risultato | avversaria |
| -------- | -------------- | -------------- | -------------- | -------------- | -------------- | -------------- | ------- | ------- | ------- | ------- | ------- | --------- | ---------- |
| 1987     | 5              | 0              | 5              | 10             | 243            | 214            | -       | -       | -       | -       | -       | -         | -          |
| Totale   | 5              | 0              | 5              | 10             | 243            | 214            | -       | -       | -       | -       | -       |           |            |

Fonti: Enciclopedia del Football - A cura di Roberto Mezzetti

## Palmarès
- 1 Titolo UKAFA (1985)